# Cobra di Pugačëv

Il profilo dell'esecuzione un cobra di Pugačëv

Il cobra di Pugačëv (in russo Кобра Пугачёва?, Kobra Pugačëva, pronuncia: [pʊɡɐˈtɕɵvə]) è un'impegnativa e spettacolare acrobazia aerea, praticabile solo ed esclusivamente con alcuni moderni aerei da caccia.
La manovra parte in volo livellato a velocità moderata, quando, disinserito il limitatore di angolo d'attacco (angolo formato dalla direzione dell'aereo rispetto alla corrente d'aria che lo investe), il pilota alza repentinamente il muso dell'aereo superando i 100° di angolo d'attacco, per poi ritornare, più dolcemente, in volo livellato. Attraverso la spinta di potenti motori l'aviogetto mantiene una quota approssimativamente costante.
Sebbene molti piloti ed esperti dibattano sull'utilità pratica di tale manovra in combattimento, quest'ultima resta comunque la dimostrazione delle doti di manovrabilità ed efficienza del velivolo: in particolare di un grande controllo di beccheggio, di grande stabilità e delle generose prestazioni dei propulsori ad angoli d'attacco fuori dal comune.
La manovra provoca un repentino calo della velocità (in pratica una vera e propria frenata dell'aereo) in grado, a detta dei suoi estimatori, di consentire all'esecutore di evitare un attacco o di portarsi in condizione di compierlo. Tale manovra riscuote molto successo di pubblico nel corso di esercitazioni e dimostrazioni internazionali. Per la sua spettacolarità, infatti, il cobra di Pugačëv è eseguito molto spesso durante le manifestazioni aeronautiche.
Tale manovra venne battezzata in onore del pilota dell'OKB Sukhoi Viktor Georgievič Pugačëv (in russo Виктор Георгиевич Пугачёв?) che per primo la eseguì in occidente a bordo di un Sukhoi Su-27S Flanker B a le Bourget, a Parigi, nel 1989. La manovra venne originariamente creata dai piloti svedesi di Saab 35 negli anni 60 durante l'addestramento per recuperare l'aereo da uno stallo e poi scoperta dai piloti sovietici durante le reciproche intercettazioni sul Mar Baltico.

## Descrizione

Un SAAB 35 Draken svedese esegue la manovra.

La manovra presuppone lo spegnimento del SAU (il limitatore dell'angolo d'attacco) a circa 400 km/h  e quindi il posizionamento dell'aeroplano con un angolo d'attacco (AoA) pari a 90° (aereo verticale) o addirittura 120° gradi (aereo inclinato all'indietro di 30°) per poi ritornare ad un angolo pari a 0° e ad una velocità di circa 250 km/h. Se eseguita correttamente la manovra non prevede alcuna perdita di quota.

## Utilità in combattimento
Questa manovra è utile quando un velivolo è inseguito da un avversario che si trova ad una quota leggermente superiore. Eseguendo la manovra del cobra, l'inseguitore viene a sopravanzare improvvisamente l'inseguito che ha rallentato, offrendo così un'opportunità per l'inseguito di puntare le proprie armi verso l'inseguitore. Il mantenimento del proprio assetto per la manovra può essere facilitato quando l'aereo impiega una spinta vettoriale o superfici di controllo canard.
L'efficacia di questa manovra in combattimento è discutibile; teoricamente potrebbe sventare l'attacco di missili oppure lanciare un attacco in una direzione inaspettata per l'inseguitore, ma la riduzione della velocità lascia l'aereo in seguito in una posizione molto vulnerabile.

## Aerei in grado di effettuarla
Gli unici aerei in grado di compiere il cobra di Pugačëv sono il Sukhoi Su-27 e derivati (in volo rettilineo), il MiG-29 (a partire da un AoA di 30°), l'F-22 (in volo rettilineo), il Saab JAS 39 Gripen ed il Saab 35 Draken. Aerei dotati di motore a spinta vettoriale quali il Su-37 Flanker F, l'F-15 ACTIVE (esemplare sperimentale di F-15 progettato alla NASA, mai entrato in servizio), l'F-16 MATV/VISTA (esemplare sperimentale di F-16 progettato alla NASA, mai entrato in servizio), l'X-31 e l'F-22, sono facilitati nell'esecuzione di questo tipo di manovre.

## Aeromobili che hanno già eseguito il Cobra di Pugačëv
Francia
- Dassault Rafale[senza fonte]

 India
- Sukhoi Su-30 MKI[12]

 Russia
- Mikoyan Mig-29 Fulcrum[15]
- Mikoyan MiG-35
- Sukhoi Su-27 Flanker
- Sukhoi Su-33
- Sukhoi Su-37 Terminator

 Svezia
- Saab J 35 Draken[16]

 Stati Uniti
- McDonnell Douglas F-15 ACTIVE[senza fonte] (sperimentale)
- General Dynamics F-16 MATV/VISTA[15] (dimostratore tecnologico)
- McDonnell Douglas F/A-18 Hornet HARV[senza fonte] (dimostratore tecnologico)
- Lockheed-Boeing F-22 Raptor[17]
- Rockwell-MBB X-31[15] (sperimentale)